# Chichester
Chichester (wymowaⓘ) – miasto o statusie city w południowej Anglii (Wielka Brytania), w hrabstwie West Sussex, w dystrykcie Chichester. W 2001 roku miasto liczyło 27 477 mieszkańców.
Miasto jest popularnym ośrodkiem turystycznym ze względu na bliskość wybrzeża morskiego i plaż.

## Miasta partnerskie
- Chartres, Francja
- Rawenna, Włochy